# Sanjay Malhotra
Sanjay Malhotra (nascut el 14 de febrer de 1968) és un buròcrata i funcionari de l'IAS indi que ocupa el càrrec d'actual i 26è governador del Banc de Reserva de l'Índia des de l'11 de desembre de 2024. És un funcionari de l'IAS del Quadre de Rajasthan de 1990 i ha ocupat diversos càrrecs al llarg de la seva carrera.

## Biografia
Malhotra va néixer a Bikaner, Rajasthan, i va completar els seus estudis a Kendriya Vidyalaya, a Bikaner. Es va graduar amb una llicenciatura en informàtica a l'Institut Indi de Tecnologia de Kanpur. Després va completar el seu màster en polítiques públiques a la Universitat de Princeton, als Estats Units. El seu pare era oficial de la Força de Seguretat Fronterera (BSF).
La carrera de Malhotra a la burocràcia del govern indi va començar l'any 2000, quan va ser nomenat secretari privat d'un ministre de la Unió. Abans del seu nomenament com a secretari privat, va servir en diversos departaments al Rajasthan. Del 2003 al 2020, Malhotra va treballar als departaments de mines i minerals, informació i radiodifusió, finances, energia i impostos comercials del govern de Rajasthan. Entre el 2003 i el 2020, en un càrrec internacional, Malhotra va ser coordinador de projectes a l'Organització de les Nacions Unides per al Desenvolupament Industrial (UNIDO), on va ocupar el rang de vicesecretari. Del 2000 al 2003, Malhotra va ser secretari personal del ministre d'Estat per a l'Espai i del ministre d'Estat per a les microempreses, petites i mitjanes empreses. El 2020, va ser nomenat secretari adjunt del Ministeri d'Energia i també va exercir com a president i director general de la Corporació d'Electrificació Rural.
El febrer de 2022, va ser nomenat Secretari de Serveis Financers del Ministeri de Finances i, durant el seu temps en el càrrec, va llançar l'oferta pública inicial de la Life Insurance Corporation i també va ser membre del consell del Reserve Bank of India (RBI). Malhotra va ser nomenat Secretari d'Ingressos el desembre de 2022 i va implementar un nou règim d'impost sobre la renda durant el seu temps en el càrrec. L'11 de desembre de 2024, Malhotra va ser nomenat Governador del RBI.